# (21933) Aaronrozon
(21933) Aaronrozon est un astéroïde de la ceinture principale.

## Description
(21933) Aaronrozon est un astéroïde de la ceinture principale. Il fut découvert le 4 novembre 1999 à Socorro (Nouveau-Mexique) par le projet LINEAR. Il présente une orbite caractérisée par un demi-grand axe de 2,93 UA, une excentricité de 0,06 et une inclinaison de 2,8° par rapport à l'écliptique.

## Compléments